# Chen Boda
Chen Boda, född 29 juli 1904 i Hui'an, Fujian, död 20 september 1989 i Peking, var en kinesisk kommunistisk ideolog, som länge arbetade som Mao Zedongs spökskrivare.
Chen föddes i en fattig bonde familj och flyttade med sina föräldrar till Jimei i Xiamen i unga år. Han gick med i Kinas kommunistiska parti 1927 och deltog i kampen mot krigsherrarna i Norra expeditionen. Senare reste han till Moskva för tre års studier vid Sun Yat-sen-universitetet. 1930 återvände Chen Boda till Kina och blev där arresterad av Kuomintang. Efter frisläppandet började han undervisa i Peking. Från 1937 var han lärare i Yan'an och knöt då starka band till Mao Zedong.
1947 gav Chen ut en bok om kinesisk politik där han myntade uttrycket "Kinas fyra stora familjer", vilka enligt honom dominerade Republiken Kina. "De fyra" var Chiang Kai-sheks familj, T.V. Soongs familj, H.H. Kungs familj samt bröderna Chen Kuo-fu och Chen Lifu.
År 1951 skrev han artikeln med titeln Mao Zedongs teori om kinesiska revolutionen är en kombination av marxismen-leninismen och den kinesiska revolutionen och en bok med titeln Mao Zedong om den kinesiska revolutionen. Dessa två verk gjorde att han blev en av de viktigaste uttolkaren av Mao Zedongs idéer. 1958 blev han redaktör för partiets tidskrift Röda fanan, vilket han förblev till 1970. 
Chen Boda var en aktiv deltagare i kulturrevolutionen och utsågs till ledamot i politbyråns ständiga utskott i augusti 1966. Chen var ursprungligen medlem i den centrala gruppen för kulturrevolutionen, men hade svårt att samarbeta med Maos fru Jiang Qing och allierade sig därför med Lin Biao. I takt med att förhållandet till Mao försämrades utsattes Chen också för hård kritik och avsattes från sina poster efter den nionde centralkomitténs andra plenarsession 1970 i Lushan.
Efter kulturrevolutionen stod han som medåtalad vid rättegången mot de Fyras gäng och satt i fängelse fram till 1988.